# Бряг Клари
Бряг Клари (на френски: Côte de Clarie; на английски: Clarie Coast) е част от крайбрежието на Източна Антарктида, в крайната източната част на Земя Уилкс, простиращ се между 66° и 66°15’ ю.ш. и 130°10’ и 136°10’ и.д. Брегът заема най-източния участък на Земя Уилкс, попадащ в акваторията на Индоокеанския сектор на Южния океан между носовете Морз на запад и Пуркуа-Па на изток. На запад граничи с Брега БАНЗАРЕ на Земя Уилкс, а на изток – със Земя Адели. Крайбрежието е слабо разчленено, като има само два по-големи залива – Перри и Дейвис. В западната и източната част далеч навътре в океана се вдават айсберговите езици Мей и Дибъл, от които се откъсват периодично големи асберги. Брегът Клари е изцяло е покрит с континентален леден щит, дебелината на който на 60 km от крайбрежието нараства до 1000 m. Над него стърчат отделни оголени върхове и нунатаки на малки и сравнително ниски крайбрежни планини и възвишения, от които в океана се спускат малки континентални ледници – Мей, Харисън, Фриман, Дибъл, Пуркуа-Па и др.
Брегът Клари е открит и първично изследван на 26 януари 1840 г. от Оноре Жакино (1815 – 1887), капитан на кораба „Зеле“, един от двата кораба на френската антарктическа експедиция, ръководена от Жул Дюмон-Дюрвил. Капитан Жакино наименува откритото от него крайбрежие на Антарктида Бряг Клари в чест на своята съпруга Клари.